# B. van der Veen Czn.
Berend van der Veen Czn. (Eenrum 1 oktober 1891 - Groningen 3 augustus 1987) was een Nederlands auteur en molenkenner.

## Pionier
Van der Veen was pionier in de ontwikkeling van waardering voor Het Groninger Landschap, van historische gebouwen (Bond Heemschut) en boven alles van molens. Hij was bestuurslid van diverse belangenverenigingen en vele culturele en historische organisaties. In de provincie Groningen werd hij het boegbeeld van de molens en een warm pleitbezorger voor een regionaal molenbewustzijn. Zo bewerkstelligde hij in 1949 de oprichting van de "Provinciale Groninger Molencommissie". Ook stimuleerde hij de oprichting van de "Vereniging Vrienden van de Groninger Molens" (voorloper van de stichting Het Groninger Molenhuis) en een Groninger afdeling van het Gilde van Molenaars.
In 1924 kocht Van der Veen Czn. de steenfabriek Rusthoven, gelegen aan het Damsterdiep, bij het gehucht Eekwerderdraai, even ten westen van Appingedam. De in 1804 opgerichte steenfabriek, in het Gronings tichelwerk, liet hij moderniseren met een ringoven met 24 kamers. Bij de verbouwen liet hij overal gedenkstenen aanbrengen, om zo een herinnering te hebben aan wat was geweest en wanneer er een verbouwing had plaatsgevonden. In 1965 werd het bedrijf gesloten.
In 1955 kocht hij de borg Rusthoven te Wirdum en redde daarmee de in 1686 gebouwde borg van instorting en teloorgang. Vanaf 1986 tot het opheffen van de stichting was  de borg in bezit van de Stichting Groninger Borgen. Sindsdien werd de borg bewoond door kunstenares Annet Bakker. Na het opheffen van de stichting werd zij ook eigenaar. In 2010 en 2011 heeft de borg te koop gestaan voor een vraagprijs van 895.000 euro.

## Boek en archief
In 1931 publiceerde hij in de Groningsche Volksalmanak het omvangrijke artikel “De windmolens in de gemeente Groningen”. Het werd het begin en voorbeeld van een verantwoorde moleninventarisatie.
Voor de uitgave van het boek “Groninger molens”, verschenen in 1958, leverde hij de teksten en voor de uitgave van het “Groninger molenboek”, verschenen in 1981, was hij de stuwende kracht en schreef hij vele bijdragen. Ook was hij als deskundige nauw betrokken bij diverse molenrestauraties. Van der Veen liet een indrukwekkend archief na, dat in handen werd gesteld van de vereniging "De Hollandsche Molen" te Amsterdam.

## Vereniging
Vanaf de oprichting van de "Vereniging De Hollandsche Molen" in 1923 was hij betrokken bij het werk van deze vereniging en van 1929 tot 1983 maakte hij deel uit van het bestuur. In de periode 1928 tot midden jaren vijftig van de 20e eeuw inventariseerde hij niet alleen de aanwezige molens in met name de provincie Groningen, maar ook de vele verdwenen molens in deze provincie. Hij deed dit in samenwerking met de molinoloog Anton ten Bruggencate. Al deze gegevens werden vastgelegd op duizenden fiches. Inmiddels zijn deze fiches gedigitaliseerd en in te zien op het Groninger Molenarchief te Veele, een onderdeel van de "Stichting Het Groninger Molenhuis". Tevens zijn ze, samen met die van alle andere molens in geheel Nederland, in te zien bij de "Stichting Molendocumentatie" - 'SMD' - van de "Vereniging De Hollandsche Molen" te Amsterdam. Vanaf de eerste uitgave van "Molennieuws", orgaan van de Vereniging De Hollandsche Molen, in mei 1954, maakte hij deel uit van de redactie. Voor zijn grote verdiensten werd de heer Van der Veen in 1982 benoemd tot erelid. Van der Veen Czn. overleed op 3 augustus 1987 op de hoge leeftijd van 95 jaar. Op de dag van zijn crematie, 6 augustus,  stonden vele Groninger molens in de rouw.
- Nationale Bibliotheek van Israël: 987007350987205171
- Nederlandse Thesaurus van Auteursnamen: 068771401
- Système universitaire de documentation: 175389152
- Virtual International Authority File: 302109166